# Schloss Paternion

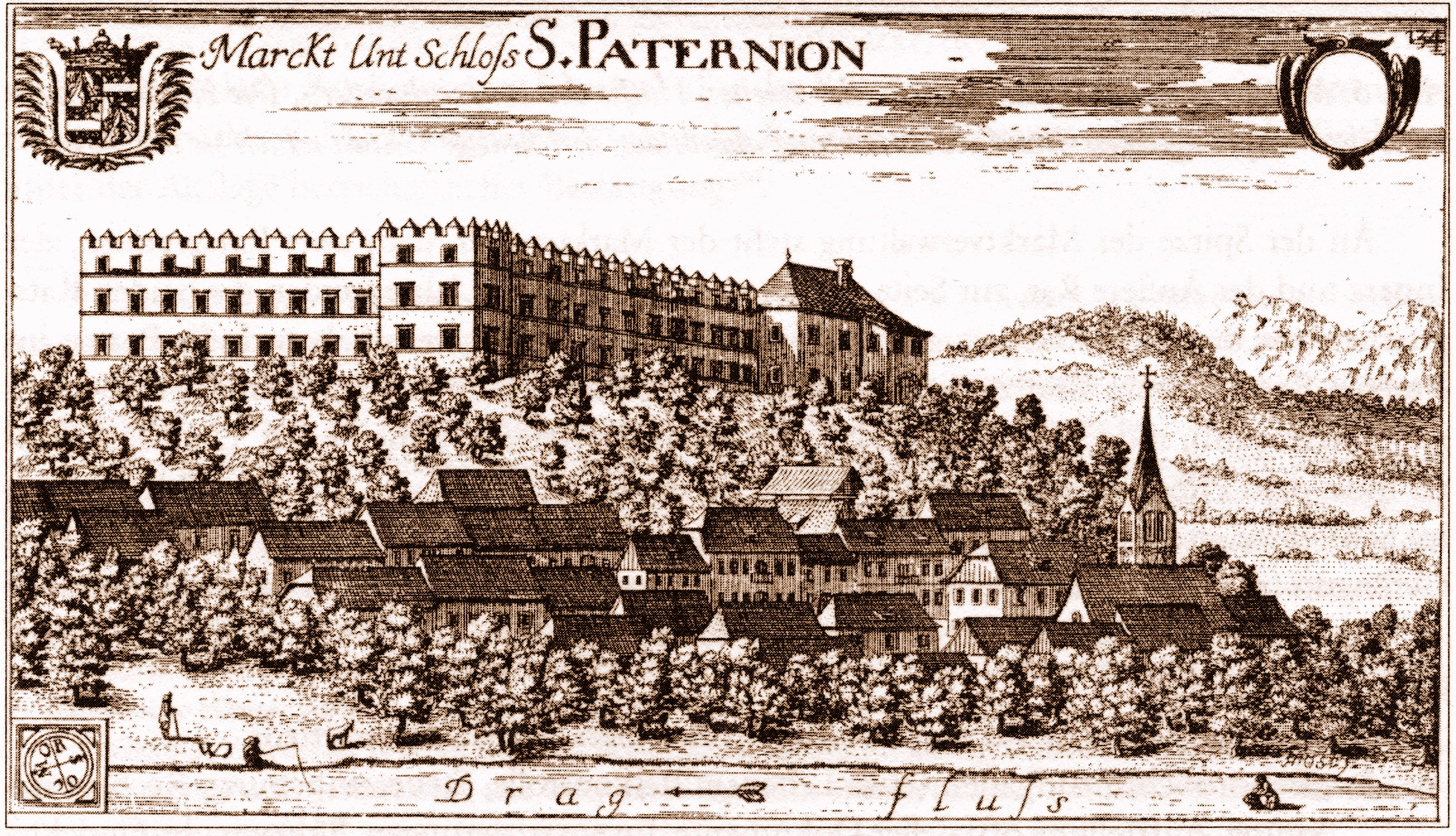
Schloss Paternion in einer Darstellung von Valvasor, um 1688

Schloss Paternion ist ein ehemaliger Herrschaftssitz in Paternion im unteren Drautal in Kärnten. Es war Sitz der Herrschaft Paternion, heute befindet sich die denkmalgeschützte Anlage im Besitz der Familie Foscari-Widmann-Rezzonico und beherbergt die Forst- und Gutsverwaltung der Familie.

## Geschichte
Von 1309 an scheint in Ortenburger Urkunden eine Liegenschaft sand Paternian auf, so dass schon zu dieser Zeit hier ein ritterlicher Ansitz zu vermuten ist. Für das Jahr 1354 ist die Existenz einer Burg in Paternion urkundlich nachweisbar, eine Herrschaft Paternion wird aber erst 1523 erstmals bezeichnet. Sie entstand durch die Zusammenlegung der Ämter Stockenboi und Feistritz. Durch den Frieden von Pusarnitz von den Görzern in den Besitz der Habsburger übergegangen, gingen diese Gebiete 1517/1518 für einen Betrag von 10.000 Gulden an Sigmund von Dietrichstein und damit an das Geschlecht der Dietrichsteiner, die in der Umgebung Bergbaue auf Silber, Blei und Eisen betrieben. Sigmund errichtete im Zentrum seiner Besitzungen ein großes Schloss, eine aus vier Trakten bestehende Anlage.
Sigmunds Sohn, Sigmund Georg, verpfändete Paternion 1582 an seinen Pfleger Salomon Zeidler aus Bautzen und 1587 an Moriz Christof Khevenhüller von Aichelberg. Dieser kaufte ihm schließlich 1592 die Herrschaft ab und baute das Schloss weiter aus. Als die Khevenhüller im Zuge der Gegenreformation 1629 aus Kärnten emigrieren mussten, verkauften sie das Anwesen an den Villacher Bürger und venezianischen Handelsmann Martin Widmann. Die Widmann wurden 1640 in den Grafen- und Freiherrenstand erhoben und nannten sich Grafen von Ortenburg.
Der größte Teil der im Lauf des 16. Jahrhunderts entstandenen Schlossanlage wurde durch einen Brand im Jahr 1859 vernichtet, lediglich der Westtrakt blieb erhalten. Gräfin Elisabeth Maria Adrienne Widmann erbte 1878 als letzte Vertreterin der Familie Widmann das Anwesen, sie heiratete den venezianischen Grafen Piero Foscari. 1897/1898 erfolgte der teilweise Wiederaufbau des Schlosses, allerdings im damals üblichen historistischen Stil. Dabei wurden insbesondere die östlichen Flügel weitgehend neu errichtet, während die westlichen Teile teilweise erhalten geblieben sind.
Das Anwesen befindet sich bis heute im Besitz der Familie Foscari-Widmann-Rezzonico.

## Beschreibung

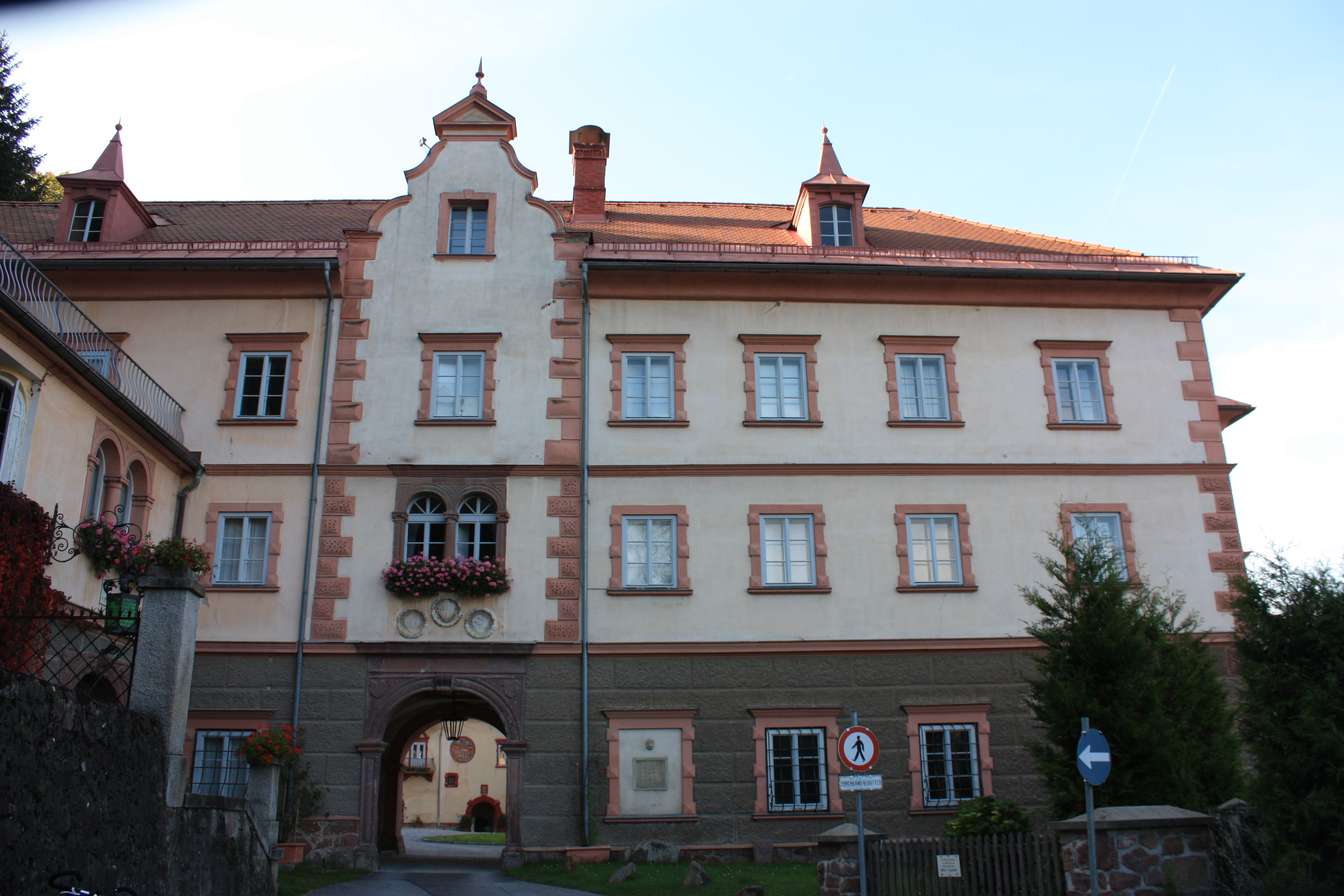
Südliche Einfahrt

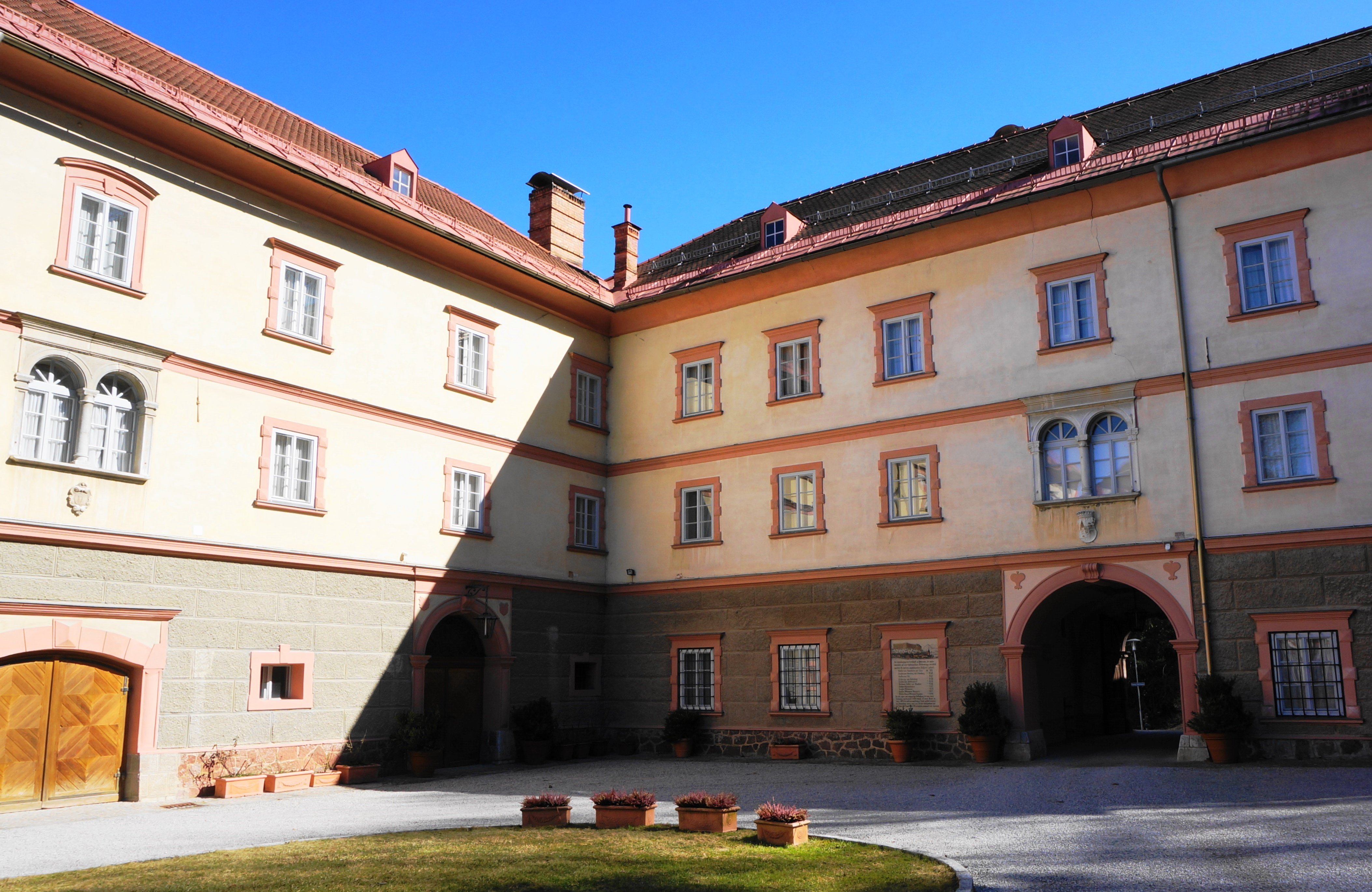
Innenhof

Die langgestreckte Schlossanlage befindet sich auf einer Anhöhe südlich des Zentrums von Paternion. Der Gebäudekomplex besteht aus mehreren Trakten, die von drei Seiten einen großen rechteckigen Hof umgeben. Der älteste Teil, der vom Großbrand 1859 verschonte Westtrakt, ist zweigeschoßig und mit einem Walmdach gedeckt. An seiner Nord-Ecke befindet sich eine Zufahrt durch ein innen und außen rundbogiges Rustikaportal. Die nordöstliche Außenwand des Wohnstocks ziert ein Allianzwappen der Dietrichsteiner mit der Jahreszahl 1558, ein weiteres Wappen der Widmann (bezeichnet 1629) befindet sich auf der Hofseite oberhalb des Portals. Im Erdgeschoß des Gebäudes befinden sich mehrere gewölbte Räume, darunter auch die Schlosskapelle. Westlich schließt sich ein vermutlich um 1629 errichteter Wirtschaftstrakt an. Der herrschaftliche Wohnbereich besteht aus den beiden hakenförmigen Trakten im Süden der Anlage. Die dreigeschoßigen Gebäude wurden vermutlich im 17. Jahrhundert errichtet und im 19. Jahrhundert stark verändert. Die südöstliche Einfahrt ist ein Renaissanceportal aus rotem Stein. Darüber in steinernen Rundfeldern die Wappen der Foscari-Widmann-Rezzonico. An der Fassade sind römerzeitliche Grabsteine und mittelalterliche Spolien aus Italien angebracht. Dem Einfahrtstrakt etwas vorgesetzt befindet sich ein Anbau mit einem Portal aus dem 16. Jahrhundert, über dem der Markuslöwe eingemauert ist.